# مشهد الحصواتي
ضريح الحصواتى ( 519 هجرية - 1125م )، هو أحد المساجد التي انشئت في عصر الدولة الايوبية في مصر  ، يقع هذا الضريح على بعد ستين ياردة جنوب غربي الإمام الشافعى.

## وصفه
يتكون الضريح من مكعب يبلغ طول ضلعه 3.41 متر، يعلوه منطقة انتقال تأتى فوقها القبة مباشرة بدون رقبة  ، والضريح كله مبنى من الآجر، ومكسو بطبقة من الجص ، ويتوسط كل جدار من جدران الضريح عدا جدار القبلة، فتحة معقودة بعقد منكسر، ويعلو منطقة الانتقال قبة ممتدة مفصصة ،  و المحراب  يشبه إلى حد كبير محراب السيدة رقية وإن كان يفوقه من حيث الاتساع وكثرة الزخارف الجصة وثرائها. فالمحراب يعلوه عقد منكسر مفصص، ويحيط به مستطيل يحتوى على شريط عريض من الكتابة الكوفية المزهرة.

## وصلات خارجية
- آثار القاهرة الإسلامية نسخة محفوظة 31 مايو 2014 على موقع واي باك مشين.